# Eucalyptus ceracea
Eucalyptus ceracea är en myrtenväxtart som beskrevs av Murray Ian Hill Brooker och Done. Eucalyptus ceracea ingår i släktet Eucalyptus och familjen myrtenväxter. Inga underarter finns listade i Catalogue of Life.